# Alexander Granzow
Alexander Granzow (* 23. April 1990 in Buchholz in der Nordheide) ist ein deutscher Schauspieler.

## Leben
Alexander Granzow wuchs in Jesteburg auf. Er nahm von 2006 bis 2007 Schauspielunterricht an einer der ersten Kinderschauspielschulen Deutschlands. Seit 2007 nimmt er privaten Schauspielunterricht bei der Schauspielerin und Regisseurin Loretta Wollenberg. Nach seinem Schulabschluss wollte er eine Ausbildung als Automobilverkäufer beginnen, die er aber nicht begann, nachdem er in den Hauptcast von Rote Rosen aufgenommen worden war. Dort spielte er die Rolle des Max Olsen. Granzow spielte auch in Theaterstücken – wie in Romeo und Julia – mit. Im Sommer 2008 stieg Granzow bei Rote Rosen aus und wirkte in weiteren Projekten mit, unter anderem in der ZDF-Serie Hallo Robbie! und 112 – Sie retten dein Leben auf RTL.
Vom 2. März 2009 bis zum 24. Februar 2010 war er in der ZDF-Telenovela Alisa – Folge deinem Herzen als Lars Lenz zu sehen. 
Privat spielt Alexander Granzow Tennis und ist ausgebildeter Tennistrainer. Außerdem macht er eine Ausbildung zum Automobilkaufmann.

## Filmographie
- 2007–2008: Rote Rosen (Fernsehserie)
- 2008: Vatersorgen (Kurzfilm)
- 2008: 112 – Sie retten dein Leben (Fernsehserie)
- 2008: Hallo Robbie! (Fernsehserie)
- 2009–2010: Alisa – Folge deinem Herzen (Fernsehserie)
- 2010: Da kommt Kalle (Fernsehserie)

## Theater
- 2006: Freunde (Hamburger Haus, Rolle: Erzähler)
- 2008: Romeo und Julia (Jesteburger Kammerspiele, Rolle: Romeo)